# Córtex visual

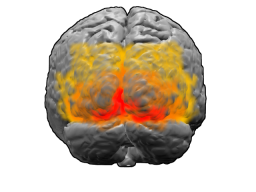
Localização do córtex visual no cérebro humano

O córtex visual do cérebro é a área do córtex cerebral que processa as informações visuais. Ele está localizado no lobo occipital. A entrada sensorial originada dos olhos viaja através do núcleo geniculado lateral no tálamo e então atinge o córtex visual. A área do córtex visual que recebe a entrada sensorial do núcleo geniculado lateral é o córtex visual primário, também conhecido como área visual 1 (V1), área de Brodmann 17 ou córtex estriado. As áreas extra-estriadas consistem nas áreas visuais 2, 3, 4 e 5 (também conhecidas como V2, V3, V4 e V5, ou área de Brodmann 18 e toda a área de Brodmann 19).